# Angie Woolcock
Angie Woolcock, verheiratete Cunningham (* 2. Februar 1973 in Launceston, Tasmanien; † 4. Oktober 2016 in Melbourne) war eine australische Tennisspielerin.

## Karriere
Als Juniorin erreichte Woolcock dreimal ein Doppel-Finale eines Grand-Slam-Turniers (Australian Open 1989, Australian Open 1991 und Wimbledon Championships 1991), von denen sie aber keines gewann.
Auf der WTA Tour konnte sie sich ausschließlich für die Doppelkonkurrenz qualifizieren oder erhielt hierfür eine Wildcard. Ein Turniersieg gelang ihr aber nicht. Ihr letztes Match spielte sie in der ersten Qualifikationsrunde zu den Australian Open 1996, das sie gegen Jolene Watanabe mit 3:6 und 1:6 verlor.
Nach ihrer Tennislaufbahn arbeitete sie für die WTA, unter anderem als Turnier-Supervisor.
2012 erkrankte sie an einer Motoneuron-Krankheit. Seither versuchte sie mit Hilfe zahlreicher Tennisspieler wie Serena Williams, Rennae Stubbs oder Patrick Rafter Geld zu sammeln und auf die Krankheit aufmerksam zu machen. Am 4. Oktober 2016 starb sie an den Folgen dieser Krankheit.
Zu ihren Ehren wurde 2018 der neue Sieger-Pokal des WTA-Turniers in Hobart nach ihr benannt.

## Persönliches
Sie war mit Patrick Cunningham verheiratet und hatte zwei Töchter.

## Abschneiden bei Grand-Slam-Turnieren

### Doppel
| Turnier         | 1990 | 1991 | 1992 | 1993 | 1994 | 1995 | Karriere |
| --------------- | ---- | ---- | ---- | ---- | ---- | ---- | -------- |
| Australian Open | 1    | 1    | 1    | 2    | 1    | 1    | 2        |
| French Open     | —    | —    | 2    | 1    | —    | —    | 2        |
| Wimbledon       | —    | 1    | —    | 1    | —    | —    | 1        |
| US Open         | —    | —    | —    | 1    | —    | —    | 1        |

Zeichenerklärung: S = Turniersieg; F, HF, VF, AF = Einzug ins Finale / Halbfinale / Viertelfinale / Achtelfinale; 1, 2, 3 = Ausscheiden in der 1. / 2. / 3. Hauptrunde; Q1, Q2, Q3 = Ausscheiden in der 1. / 2. / 3. Runde der Qualifikation; n. a. = nicht ausgetragen